# 닛폰차량제조
닛폰 차량제조 주식회사, 또는 일본차량제조주식회사(일본어: 日本車輌製造株式会社, 영어: Nippon Sharyo, Ltd.)는 1896년에 설립된 일본 굴지의 철도 차량 메이커이다. 1996년에 닛폰 차량, 또는 일본차량(일본어: 日本車両)이 공식약칭으로 추가됐다.

## 주요 사업부문

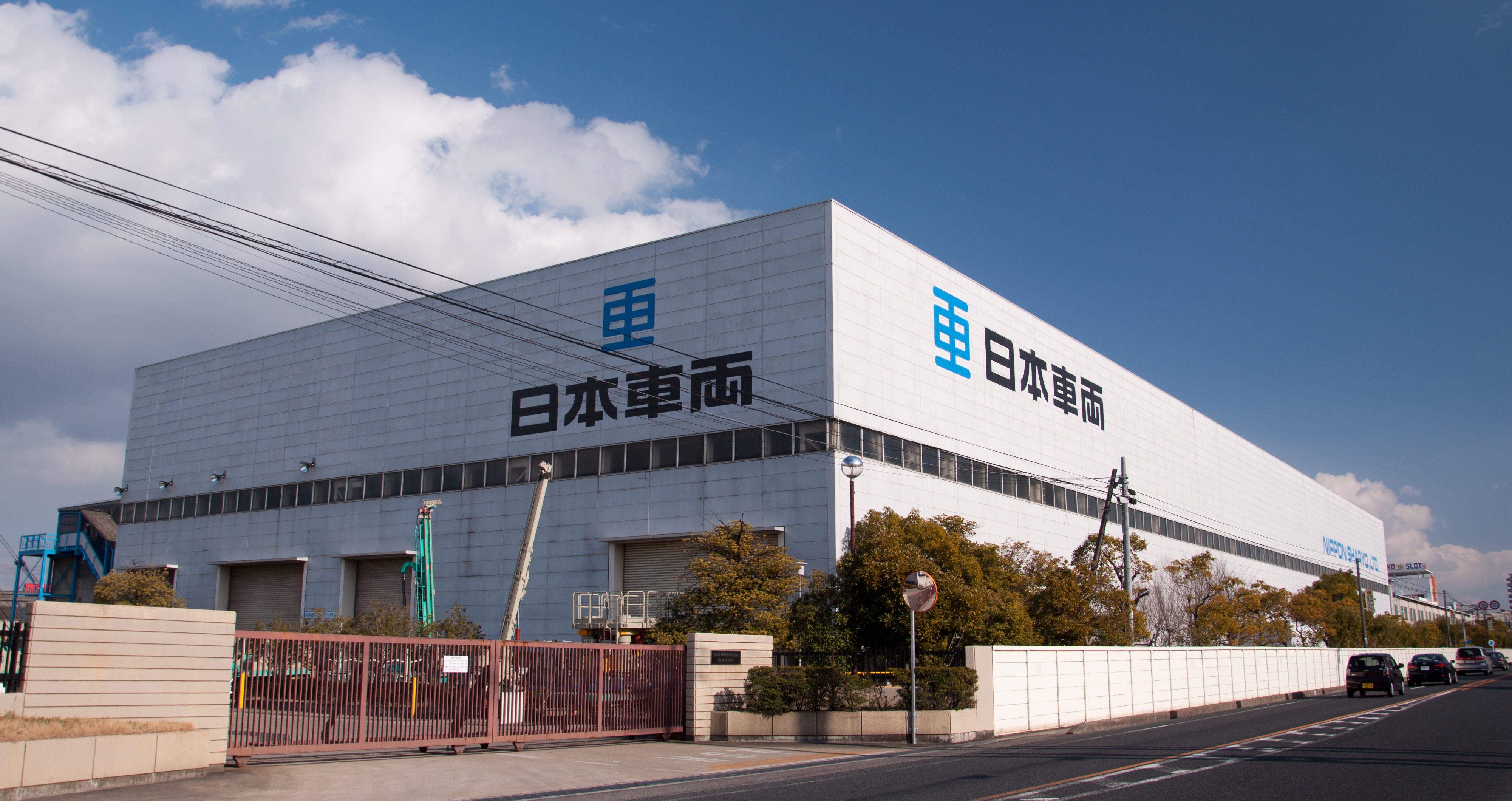
닛폰 차량 공장

- 전동차
- 디젤기관차
- 건설중장비
- 특장차
- 가공기계
- 교량건설부분

## 주요 차량
- 신칸센 0계 전동차
- 신칸센 100계 전동차
- 신칸센 200계 전동차
- 신칸센 300계 전동차
- 신칸센 500계 전동차
- 신칸센 700계 전동차
- 신칸센 N700계 전동차
- 신칸센 NS
- 신칸센 E2계 전동차
- 신칸센 L0계
- 오다큐 전철 50000형 전동차
- 타이완 고속철도 700T형 전동차(수출)
- 서울교통공사 2000호대 저항제어 전동차(수출)

## 주요 제품
- 항타기
- 크롤라 크레인
- 방음형 디젤 발전기
- 유압 오거
- 유압 해머
- 특장차
- LNG,LPG탱크
- 대형 유압 유닛캐리어
- 엔지니어링
- 레이저가공기계
- 해일피난타워

## 사업장 현황
- 본사 : 나고야시 아츠타구 산본 마츠 쵸 1-1
- 도요카와공장 : 아이치 현 도요카와 현 혼하라 2-20
- 나루미공장 : 나고야시 미도리구 나루미 쵸 80 류 쵸
- 도쿄사무소 : 도쿄도 치요다구 마루노우치 1-9-1 12th Fl. 마루 노우치 센트럴 빌딩
- 후지사무소 : 시오오카 현 후지시 우리 지마 쵸 26-2